# Ange destructeur (Bible)

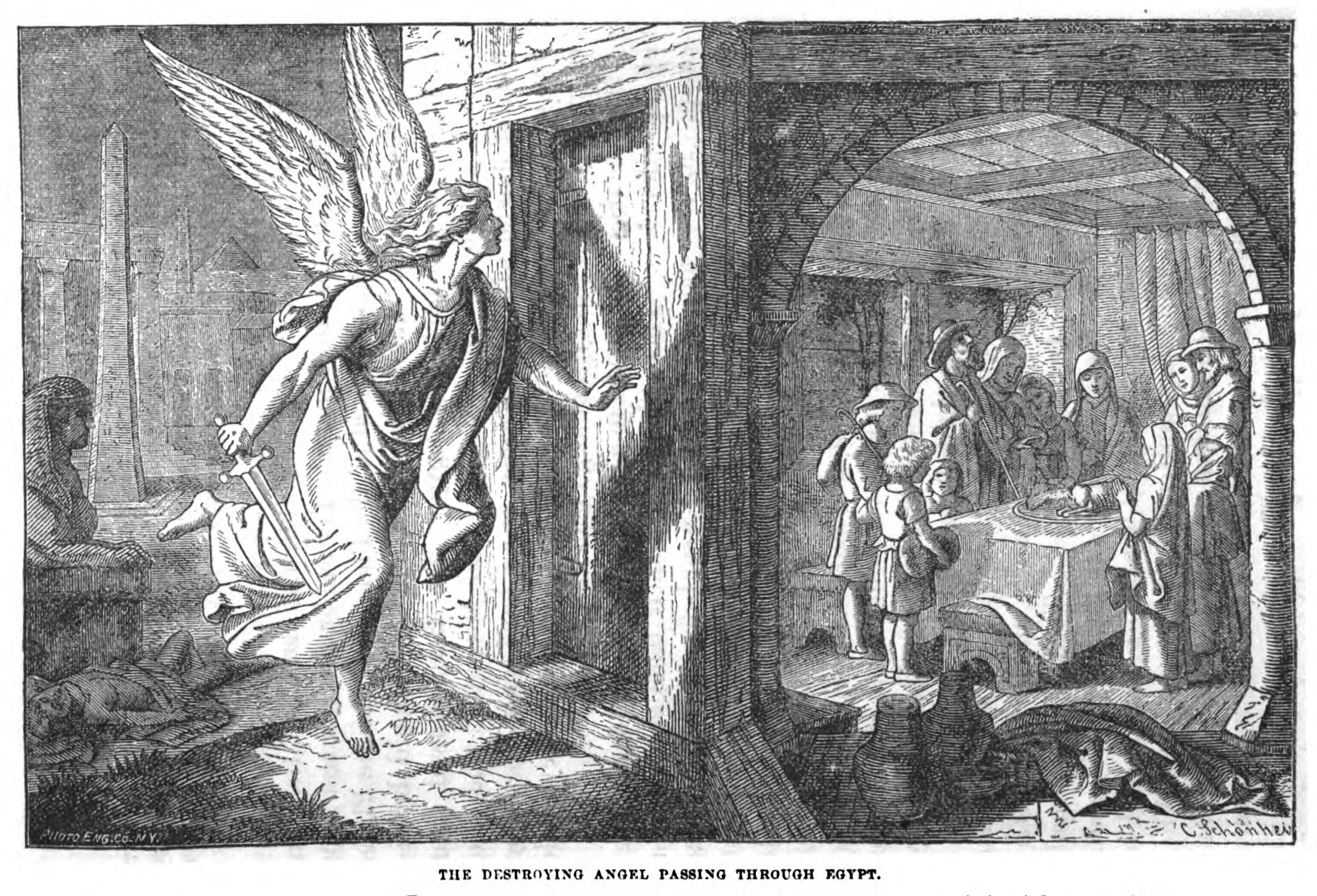
L'ange destructeur traverse l'Égypte.

Dans la Bible hébraïque, l' ange destructeur ( Hebrew  , malʾāḵ hamašḥīṯ ), connu aussi sous le nom de mashḥit ( מַשְׁחִית mašḥīṯ, « destructeur » ; Pluriel : מַשְׁחִיתִים, mašḥīṯīm, « ravageurs »), est une figure envoyée par Dieu pour s'occuper des divers peuples.
Ces anges ( mal'āḵīm ) sont aussi appelés memitim ( מְמִיתִים, « bourreaux, tueurs »), ou, lorsqu'il est utilisé seul[Quoi ?] Ange du Seigneur en Job 33:22, ainsi que  au pluriel « messagers de la mort » en Proverbes 16:14. Mashchith est également utilisé comme nom alternatif pour l'un des sept compartiments de la Géhenne,.
En 2 Samuel 24:15-16, l’ange destructeur  détruit Jérusalem mais est rappelé par Dieu. En 1 Chroniques 21:15, David voit le même « Ange du Seigneur » se tenir « entre la terre et le ciel, avec une épée nue à la main, tendue contre les ennemis des Hébreux ».En 2 Rois 19:35, l’ange tue 185 000 soldats assyriens.
Dans le Livre d'Hénoch, ouvrage apocryphe, les anges de punition et de destruction appartiennent à un groupe d'anges appelés satans dont Satan est le chef. D'abord, ils tentent, puis accusent, et finalement punissent et tourmentent  les humains méchants et les anges déchus.

## Judaïsme
Dans le judaïsme, ces anges sont dus aux péchés d’une personne[Quoi ?]. Tant qu’une personne est vivante, Dieu lui permet la Techouva, la repentance. Les anges de la destruction peuvent exécuter la sentence proclamée dans la cour céleste après la mort. Appelés également Malachei Habala (« Anges saboteurs »), ils punissent les pécheurs dans le monde souterrain et sont assimilés aux Shedim (démons) ( Berakhot 51a ; Ketoubot 104a ; Sanhédrin 106b).

## Christianisme
L’« ange destructeur »  évoqué dans le Premier Testament en 2 Samuel 24:16 et en 1 Chroniques 21:15 intervient lors du Jugement dernier (Matthieu 13:39, 41, 49 rt 16:27; Luc 9:26; 12:8, 9; 2 Thessaloniciens 1:7).

## Point de vue islamique
Les anges du châtiment en tant que satans sont relatés dans l'Islam sous la forme d'hadith . Un meurtrier est invité à se repentir de ses péchés en quittant son environnement maléfique vers un meilleur. Cependant, ils meurent en chemin, et un désaccord survient alors entre les anges de la miséricorde et les anges du châtiment sous la direction d' Iblīs (Satan), qui peut prendre l'âme du meurtrier repenti.
Satan n’a aucun contrôle sur ces anges car il a perdu son autorité pendant la rébellion. Comme ce n'est pas lui qui a commis le péché, la punition revient au malfaiteur et Satan devient une victime avec les autres pécheurs de l'humanité et est torturé par ces anges,.